# ان‌جی‌سی ۴۵۶
ان‌جی‌سی ۴۵۶ (انگلیسی: NGC 456) یک سحابی با خوشه‌ای باز است که در صورت فلکی توکان قرار دارد. در ۱ اوت ۱۸۲۶ میلادی توسط جیمز دانلوپ کشف شد.